# Commanderie de Choisy-le-Temple
La commanderie de Choisy-le-Temple, ou commanderie de Soisy-le-Temple, était une commanderie hospitalière d'origine templière située dans le département de la Seine-et-Marne, en région Île-de-France, sur le finage de la commune de Charny.

## Histoire

### Fondation
La date de la fondation de la commanderie de Choisy-le-Temple est inconnue, mais il s'agirait d'une des plus anciennes car les Templiers y sont déjà établis en 1168. Cette présence est en effet attestée dans une charte d'Étienne, évêque de Meaux, par laquelle il confirme une vente faite aux Templiers par Eudes de Cauz.
Puis, en 1170, le seigneur Guy de Charny leur vend un bois. Puis en 1181, les enfants de ce seigneur, Haton et Simon de Charny, leur donnent quinze arpents de terres à Chaufose. Aussi, en 1188, Raoul de Cuisy fait un échange avec les frères du Temple par lequel il leur laisse des terres situées en avant et en arrière de Choisy ainsi qu'au Champ-Gautier. De même en 1200 lorsque le seigneur Payen de Maucourt leur donne trente-neuf arpents et demi de terres situées à Choisy.
A noter qu'en 1274, une dame noble nommée Isabelle Lallemande de Claye leur donne tous ses biens tout en étant admise elle-même dans la confraternité du Temple de Choisy, en précisant qu'elle agit de sa propre volonté et avec le consentement de son mari Pierre Lhuillier.

### Reprise par les Hospitaliers
Après la suppression de l'ordre du Temple lors du concile de Vienne de 1312, la commanderie, comme l'ensemble des biens templiers, est transférée à l'ordre de Saint-Jean de Jérusalem. Ceux-ci lui attribuent comme membres les maisons de Charny, de La Trasse, de Saint-Mesmes, de Trilbardou, de Montaigu, de Nanteuil-lès-Meaux, du Plessis-Pomponne, de Lagny, de Puiseaux-en-Parisis et de Crécy-en-Brie.
Au XVe siècle sont ajoutées comme membres la commanderie de Monthyon avec ses dépendances : Betz, Magny-Saint-Loup et Meaux ainsi que la maison de Dammartin.
Puis au XVe siècle, sont également ajoutées les maisons de Dieu-Lamant et de Boutigny.

### Déclin
En 1633, une partie de la commanderie est démembrée et perd au profit de la commanderie de Moisy-le-Temple les domaines des anciennes maisons de Magny-Saint-Loup, Nanteuil, Boutigny, Montaigu, de Trilbardou ainsi qu'une maison à Meaux.
Puis, c'est la maison du Puiseux qui devient une commanderie à part entière sur décision du Grand-Prieur.
Après ces retranchements, il ne reste à la commanderie que les maisons de Charny, La Trasse, Saint-Mesmes, Lagny, Crécy, Monthyon, Plessis-du-Bois, de Dammartin et de Dieu-Lamant, ainsi que quelques maisons et moulins à Meaux.